# Heliomonadida
A Heliomonadida (korábban Dimorphida) kis ostoros amőbákból álló Rhizaria-klád, mely életciklusa során mindig rendelkezik ostorral.
Monotipikus csoport, egyetlen kládja a Heliomorphidae, melyet 2009-ben írtak le Bass et al.

## Történet
A Heliomonadidát 1993-ban hozta létre Thomas Cavalier-Smith, és az Opalomyxa főtörzs Opalozoa törzse Kinetomonada altörzse Kinetomonadea osztályába sorolta rend szintjén. 1997-ben Zettler et al. az Actinopoda főosztály Heliozoea csoportjába, A napállatkák közé is sorolták.
Eredeti neve Dimorphida volt a Dimorpha nemzetség után, azonban az a Heliomorpha újabb szinonimája.
2012-ben Cavalier-Smith a Heliomonadidát a Corbihelia altörzs Endohelia főosztálya Endohelea osztálya 2. rendjeként helyezte el. 2022-es tanulmánya szerint azonban a Cercozoa része, és nem közeli rokona a Cryptistának.
2012-ben a Heliomorpha nemzetséget Yabuki et al. a Microheliella rokonának tekintették, azonban 2022-ben megjelent tanulmányában Cavalier-Smith ezt hibásnak tartotta, mivel kinetociszta-extruszómái, hosszú centriólumai és lapos centroszómái alapján a Tetradimorpha radiata rokona.
A Tetrahelia pterbica fajt eredetileg a Tetradimorpha nemzetségbe sorolták, de a Microheliella ostoros rokonának bizonyult gömbölyű, héjas centroszómái, magi axopódium-csatornái, egyszerű lapos extruszómái alapján, melyek azonban szabálytalanabbak, és legalább 2-szer akkorák a Tetraheliában.

## Morfológia
Bár a felszínen hasonlítanak a Centroplasthelida egyes fajaira, axopódiumaik nem homológok sem egymással, sem a Pedinellida csoporttal, például a Ciliophrysszal.:976 Szabálytalan vagy ötágú axopódium-elrendezésük konvergensen fejlődhetett ki a Centroplasthelida hatszögletű elrendezésével.:976 Axopódiumain szabályos térközzel extruszómák vannak, centroszómája a sejtmag mélyedésén belül van. Axoplasztja belül nem differenciált részekből áll.:961
Mikrotubulusai elrendeződhetnek négyzet alakban.:961–962

## Csoportosítás
Genetikai tanulmányok szerint a Cercozoa csoportja, mely más filopódiumalkotó ostorosokat is tartalmaz. Később a Cercozoa új Granofilosea kládjába került. Két nemzetsége a kis édesvízi Heliomorpha és a nagyobb, 4 ostorú Tetradimorpha, ezenkívül egyesek ide sorolják az Acinetactis nomen dubium nemzetséget is.:965–966

## Morfológia
Az ostor alapja közelében mikrotubulusok csoportjai vannak, és a sejtfelszínből eredő axopódiumokat támasztják. Egy sejtmagjuk van, mitokondriális cristái csőszerűek.

## Fordítás
Ez a szócikk részben vagy egészben  a   Heliomonadida című angol Wikipédia-szócikk ezen változatának fordításán alapul.  Az eredeti cikk szerkesztőit annak laptörténete sorolja fel. Ez a jelzés csupán a megfogalmazás eredetét és a szerzői jogokat jelzi, nem szolgál a cikkben szereplő információk forrásmegjelöléseként.